# آرشي كلارك (كرة سلة)
آرشي كلارك (بالإنجليزية: Archie Clark)‏ مواليد 15 يوليو 1941 في كونوي، هو لاعب كرة سلة أمريكي سابق. بدأ مسيرته الاحترافية في سنة 1966. تم اختياره من قبل فريق لوس أنجلوس ليكرز خلال الدرافت. يبلغ طوله 6 قدم 2 بوصة (1.9 م). اعتزل اللعب في 1976. شارك مرتين في مباراة كل النجوم. أحرز خلال مسيرته في الإن بي إيه 11819 نقطة بمعدل 18.0 نقطة في المباراة الواحدة.

## المسيرة الاحترافية
لعب مع لوس أنجلوس ليكرز من سنة 1966 إلى 1968، ثم لعب مع فيلادلفيا سفنتي سيكسرز من سنة 1968 إلى 1972، ثم لعب مع واشنطن ويزاردز من سنة 1971 إلى 1974، ثم لعب مع سياتل سوبرسونيكس في موسم 1974–1975، ثم لعب مع ديترويت بيستونز في موسم 1975–1976.

## روابط خارجية
- آرشي كلارك على موقع إن بي أي (الإنجليزية)
- آرشي كلارك على موقع سبورتس رفرنس (الإنجليزية)
- آرشي كلارك على موقع كلية كرة السلة في سبورتس رفرنس.كوم (الإنجليزية)
- آرشي كلارك على موقع ريلجم (الإنجليزية)
- آرشي كلارك على موقع بروبوليرز (الإنجليزية)